# Liste der Monuments historiques in Rezonville-Vionville
Die Liste der Monuments historiques in Rezonville-Vionville führt die Monuments historiques in der französischen Gemeinde Rezonville-Vionville auf.

## Liste der Bauwerke
| Bezeichnung       | Beschreibung                     | Standort                          | Kennzeichnung | Schutzstatus | Datum | Bild           |
| ----------------- | -------------------------------- | --------------------------------- | ------------- | ------------ | ----- | -------------- |
| Kirche St-Clément | Chorturm aus dem 13. Jahrhundert | Vionville, rue de l’Église (Lage) | PA00107029    | Classé       | 1898  | weitere Bilder |